# Calolziocorte
Calolziocorte é uma comuna italiana da região da Lombardia, província de Lecco, com cerca de 13.776 habitantes. Estende-se por uma área de 9 km², tendo uma densidade populacional de 1531 hab/km². Faz fronteira com Brivio, Carenno, Erve, Monte Marenzo, Olginate, Torre de' Busi, Vercurago.

## Demografia
| Variação demográfica do município entre 1861 e 2011                               |
|                                                                                   |
| Fonte: Istituto Nazionale di Statistica (ISTAT) - Elaboração gráfica da Wikipedia |